# Codage Miller
Pour les articles homonymes, voir Miller.
Le codage Miller est une méthode de codage d'une information numérique pour une transmission en bande de base.

## Loi de codage
Signal intermédiaire identique au codage Manchester, puis suppression d'une transition sur deux.
Le codage peut être réalisé de la manière suivante :
- transition (front montant ou descendant) au milieu du bit "1"
- pas de transition au milieu du bit "0"
- une transition en fin de bit "0" si celui-ci est suivi d'un autre "0"

## Utilisation
Le code Miller utilise une transition au milieu du bit pour représenter le (1) et n’utilise pas de transition pour représenter la valeur binaire (0). Il utilise une transition à la fin du bit si le bit suivant est (0).

## Avantages
Mise en œuvre simple, bande passante réduite, pas de perte de synchronisation sur les suites de symboles identiques.

## Inconvénients
Apparition d'une composante continue qui apporte de l'instabilité (taux d'erreurs plus élevé).